# Loandalia aberrans
Loandalia aberrans är en ringmaskart som beskrevs av Monro 1936. Loandalia aberrans ingår i släktet Loandalia och familjen Pilargidae. Inga underarter finns listade i Catalogue of Life.